# Laestadia pseudoplatani
Laestadia pseudoplatani är en svampart som beskrevs av Pass. 1886. Laestadia pseudoplatani ingår i släktet Laestadia och familjen Gnomoniaceae.   Inga underarter finns listade i Catalogue of Life.